# ارنست فریک
ارنست فریک (انگلیسی: Ernst Frick) بازیکن فوتبال اهل سوئیس بود.
از باشگاه‌هایی که در آن بازی کرده‌است می‌توان به باشگاه فوتبال لوتسرن اشاره کرد.
وی همچنین در تیم ملی فوتبال سوئیس بازی کرده‌است.